# 暗黒街戦士
『暗黒街戦士』（あんこくがいせんし）は、日本の伝奇小説作家菊地秀行が著した中編小説集。

## 概要
〝死なずの醍醐〟と呼ばれる不死身の揉め事処理屋（トラブル・シューター）の活躍を描く、エロスとバイオレンスを盛り込んだ菊地秀行のアダルト向け作品。シリーズ第1作。
菊地作品には数少ない一人称（「おれ」）で語られる小説である。
なお、同じくトラブル・シューターの醍醐の甥・醍醐蘭馬を主人公としたシリーズもある。

## 刊行歴
- 1986年　実業之日本社より「暗黒街戦士」刊行 ISBN 978-4408500676
- 1998年　祥伝社文庫より「暗黒街戦士」刊行 ISBN 978-4396326326

## 収録作
- 「ストリート・ハンター」
- 「ディザスター・ガール」
- 「ダーク・ハンター」

## 続編
- 魔人戦士 ISBN 978-4408500812（実業之日本社、1987年、新書）, ISBN 978-4334715601（光文社、1992年、文庫）
- 狂戦士 ISBN 978-4408502083（実業之日本社、1993年、新書）, ISBN 978-4334725174（光文社、1997年、文庫）